# Manfredi Alagona
Manfredi Alagona, barone di Vizzini (... – dopo il 1392), è stato un nobile, politico e militare siciliano di origine aragonese del XIV secolo.

## Biografia
Nato nella prima metà del XIV secolo, era figlio di Blasco, conte di Mistretta. Nel dicembre 1356 sposò Luchina Moncada, unica figlia di Pietro detto Perricone, signore di Bulfida, che gli portò in dote i feudi Bulfida, Scordia Soprana e Gilermi., e da cui ebbe tre figli (Luchina, Costanza e Artale). Ebbe anche un figlio naturale, Giacomo.
Sul feudo di Bulfida, nel Val di Noto, pervenutogli per via matrimoniale dai Moncada, attorno al 1360 l'Alagona fece edificare il casale di Francofonte. Nel 1361 gli vennero assegnate la castellanie della terra di Aci e del vecchio castello di Noto; nel 1363, ottenne di poter trasmettere anche agli eredi la castellania di Noto, e l'investitura del feudo di Billudia, situato nel territorio netino. Nella medesima città ricoprì la carica di capitano vita natural durante, e che dal 1366 ricoprì anche a Castiglione. Tra il 1367 e il 1375, acquisì anche i titoli di barone di Vizzini e di signore di Calatabiano.
Nel 1390 succedette al fratello maggiore Artale nelle cariche di maestro giustiziere e di vicario del Regno. Con lui l'alleanza, già esistente, con i Chiaramonte contro le mire di conquista dell'isola da parte della Casa d'Aragona, divenne più operante, mentre scomparve quasi del tutto la rivalità tra il baronaggio latino e quello catalano, che fino ad allora era causa dei numerosi conflitti all'interno del Regno di Sicilia. L'Alagona si accordò con Andrea Chiaramonte, conte di Modica contro chiunque minacciasse di turbare lo stato pacifico del Regno, per continuare a favorire Ladislao I di Napoli contro il rivale angioino. 
Il 10 luglio 1391, l'Alagona si fece promotore del convegno di Castronovo, in cui si cercò di unire le forze siciliane contro l'imminente pericolo di un'azione militare aragonese verso l'isola. Ma, quando avvenne lo sbarco dei Martini in Sicilia nel 1392, s'impegnò con l'ambasciatore aragonese, Berengario Cruyllas, a non ostacolare l'impresa. Tuttavia, considerato un elemento pericoloso da parte del sovrano aragonese Martino il Vecchio,  nel maggio del 1392 gli fu tolta la carica di Maestro giustiziere, che fu affidata a Guglielmo Raimondo Moncada, marchese di Malta e Gozo.
Coinvolto nel preteso complotto che il conte Andrea Chiaramonte avrebbe ordito contro il Re Martino, questi lo dichiarò ribelle e lo fece incarcerare, ma ritornato subito alla fede regia, gli restituì anche parte dei suoi possessi che gli erano stati sottratti dalle autorità regie.